# Samuel Hanbury Smith

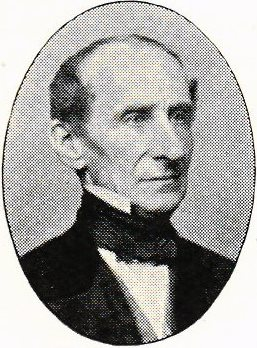
Samuel Hanbury Smith.

Samuel Hanbury Smith, född 15 februari 1810 i Willenhall, Staffordshire, död 12 september 1894 i New York, var en engelskfödd läkare.
Smith blev student i London 1831, kirurgie magister vid Karolinska institutet i Stockholm 1840 och medicine doktor i Tyskland. Han var läkare vid Hillska skolan på Barnängen i Stockholm 1834 och koleraläkare i Stockholm samma år, praktiserande läkare där 1840–1847, lärare i materia medica vid Cincinnati Medical Institute i USA 1848, professor i teoretisk och praktisk medicin vid Sterling Medical College i Columbus i Ohio 1849–1850, superintendent vid kuranstalten för sinnessjuka där 1850–1852, praktiserande läkare i Cincinnati 1852 och därefter i New York.